# Trpejca
Trpejca (maced. Трпејца) – wieś w południowo-zachodniej Macedonii Północnej, w gminie Ochryda. Leży nad jeziorem Ohrid. W 2011 roku osada liczyła 301 mieszkańców. Znajduje się 20 km od Ochrydy.